# 210292 Mayongsheng
210292 Mayongsheng este o planetă minoră (asteroid) din centura de asteroizi. A fost descoperită pe 6 octombrie 2007 la Xuyi County⁠(d) de Observatorul de pe Muntele Purpuriu⁠(d) și a fost numită după Ma Yongsheng⁠(d). 
Obiectul prezintă o orbită caracterizată de o semiaxă mare de 2,753358808417 UAi, o excentricitate de 0,09, o înclinație de 8,1 ° în raport cu ecliptica.